# Аллагуватский сельсовет
Аллагува́тский сельсове́т — муниципальное образование в Стерлибашевском районе Республики Башкортостан.
Административный центр — деревня Нижний Аллагуват.

## История
Согласно Закону о границах, статусе и административных центрах муниципальных образований в Республике Башкортостан имеет статус сельского поселения.

## Население
| 2002 | 2009 | 2010 | 2012 | 2013 | 2014 | 2015 |
| ---- | ---- | ---- | ---- | ---- | ---- | ---- |
| 722  | ↘653 | ↗717 | ↗721 | ↘692 | ↘664 | ↘630 |
| 2016 | 2017 | 2018 |      |      |      |      |
| ↘604 | ↘600 | ↘593 |      |      |      |      |

## Состав сельского поселения
| № | Населённый пункт  | Тип населённого пункта          | Население |
| - | ----------------- | ------------------------------- | --------- |
| 1 | Нижний Аллагуват  | деревня, административный центр | ↗295      |
| 2 | Мустафино         | деревня                         | ↗184      |
| 3 | Верхний Аллагуват | деревня                         | ↗154      |
| 4 | Караяр            | деревня                         | ↗64       |
| 5 | Октябревка        | деревня                         | ↗20       |